# Barbara Stollberg-Rilinger
Barbara Stollberg-Rilinger (née le 17 juillet 1955 à Bergisch Gladbach) est une historienne allemande.
Elle se consacre principalement à la recherche sur la période moderne et a occupé la chaire d'histoire moderne à l'Université de Münster. Barbara Stollberg-Rilinger est l'une des principales représentantes des spécialistes de l'histoire constitutionnelle du Saint-Empire romain germanique à travers les formes de communication symbolico-rituelles. Ses travaux sur les rituels, la communication symbolique et le cérémonial ont influencé la recherche sur l'exercice du pouvoir à l'époque médiévale.

## Carrière
Elle a étudié la langue allemande et la littérature allemande, l'histoire et l'histoire de l'art à l'Université de Cologne, obtenant son master en 1980 et son doctorat en 1985 en histoire médiévale et moderne, histoire ancienne et philologie allemande. Elle a obtenu son habilitation à l'Université de Cologne en 1994. Sa première chaire a été à l'Institut historique de l'Université de Cologne, avant de répondre à l'appel de l'Université de Münster, où elle occupe la chaire d'histoire moderne depuis 1997. Depuis 2018, elle est rectrice de l'Institut des études avancées de Berlin.
Ses recherches se concentrent sur les mouvements et changements politiques et culturels en Europe aux XVIIe et XVIIIe siècles.

## Positions politiques concernant le mouvement Boycott, désinvestissement et sanctions
En décembre 2020, Stollberg-Rilinger a été l'une des initiatrices de « GG 5.3 Weltoffenheit », issues de nombreuses institutions et personnalités du milieu culturel et scientifique. L'initiative critique une résolution du Bundestag de 2019 condamnant le mouvement Boycott, désinvestissement et sanctions (BDS) comme antisémite et interdisant le financement gouvernemental pour ce mouvement opposé à la politique de l'État d'Israël, et met en garde contre une restriction de la liberté d'expression protégée par la Loi fondamentale par le « mauvais usage de l'accusation d'antisémitisme, ». Les initiateurs et signataires ont été accusés d'ignorer le fait que BDS nie le droit à l'existence d'Israël,.

## Distinctions et honneurs
- 2017 Prix de la Foire du livre de Leipzig (non-fiction) : "Maria Theresia. Die Kaiserin in ihrer Zeit"[réf. nécessaire]
- En juillet 2017, Stollberg-Rilinger a été élue Corresponding Fellow of the British Academy (FBA), par 'Académie nationale du Royaume-Uni pour les sciences humaines et sociales[6].
- 2017 Prix Sigmund Freud pour la prose scientifique : "Maria Theresia. Die Kaiserin in ihrer Zeit"
- 2013 Prix du Collegium historique de l'Académie bavaroise des sciences et humanités[1]
- 2012 Prix de l'innovation de l'État fédéral de Rhénanie-du-Nord-Westphalie[1]
- 2006 Doctorat honoris causa de l'École normale supérieure de Lyon[1]
- 2005 Prix Gottfried Wilhelm Leibniz de la DFG[1]

### Études critiques et critiques des travaux de Stollberg-Rilinger
Much ado about nothing?
- Luebke, David M., « Too little ado about plenty : comment on Barbara Stollberg-Rilinger's lecture, Washington DC, November 11, 2011 », Bulletin of the German Historical Institute, vol. 48,‎ printemps 2011, p. 25–31 (lire en ligne)